# ジョージ・H・W・ブッシュ (空母)
ジョージ・H・W・ブッシュ（USS George H. W. Bush, CVN-77）とは、アメリカ海軍のニミッツ級航空母艦の第10番艦で、ニミッツ級の最終艦となる。艦名は、第二次世界大戦中海軍パイロットだったジョージ・H・W・ブッシュ第41代アメリカ合衆国大統領に因む。

## 特徴

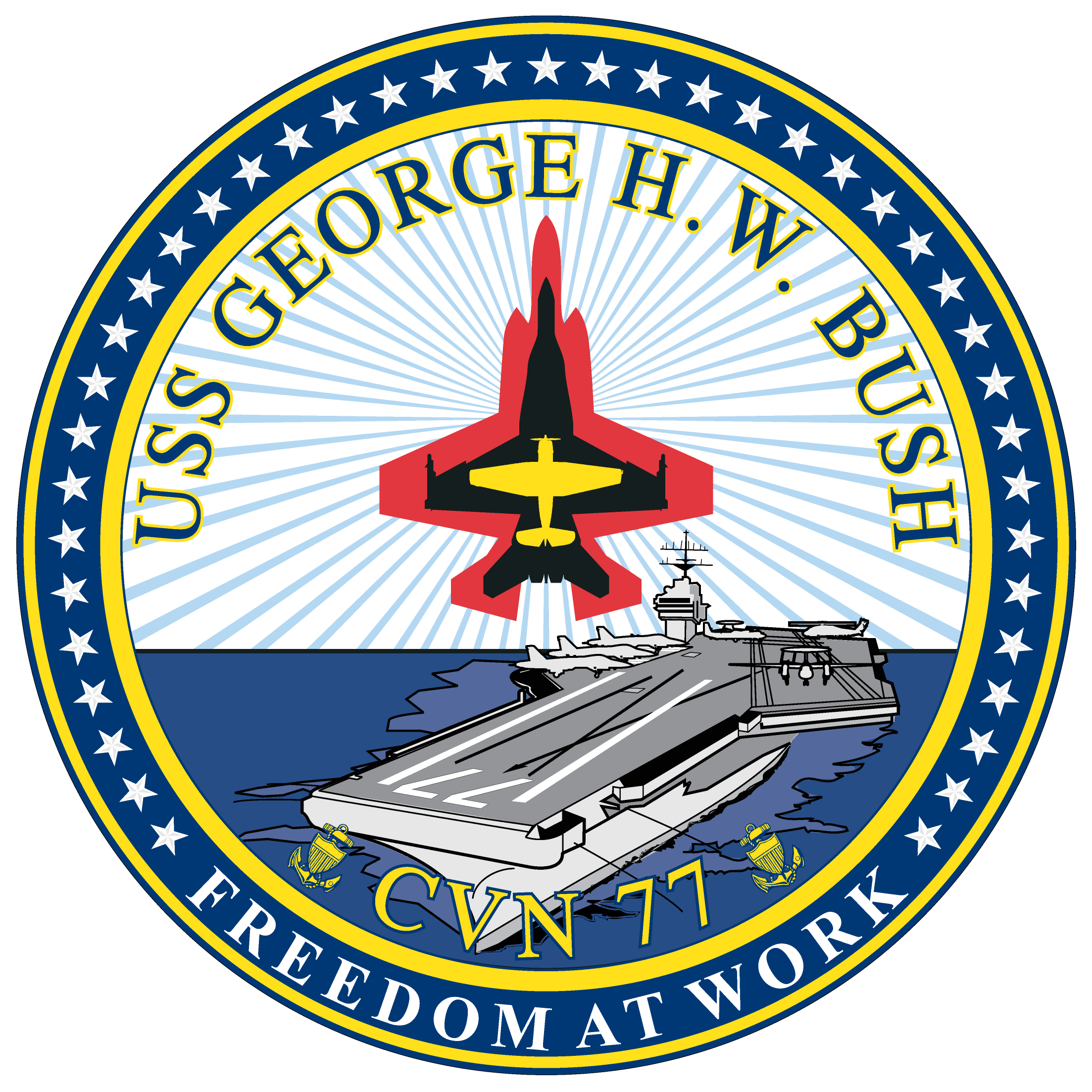
記章（インシグニア）。機体のシルエットはF-35（赤）、F/A-18（黒）、ブッシュの愛機だったTBF（黄）。

ジョージ・H・W・ブッシュは、太平洋戦争当時の元海軍パイロットの名が命名された最初の空母ともいえる。後継艦「ジェラルド・R・フォード」（USS Gerald R. Ford, CVN-78）（計画名CVN-21）への橋渡し的な存在として、従来のニミッツ級とはかなり異なる艦型にすることも計画されたが、結局小規模な変更にとどまった。
ジョージ・H・W・ブッシュは多くの新型装備を搭載し、ジェラルド・R・フォード級の実験艦ともいえる位置づけになる。ケーブル類を極力少なくし、光ファイバーで電子機器をつなげることによって軽量化と省力化を図るといわれている。また、空母のドックインのたびに問題になっている、大型電子機器の搬入に柔軟に対応するために、一部の船室をモジュール化し、柔軟にレイアウトできるように設計されている。また、省力化に伴い問題になるであろうダメージコントロールについても艦内各所に新型の感知システムを採用することで半自動化する。
また、計画当初ではカタパルトは電磁式を採用する予定であったが、就役までに完成できない可能性が高くなったため、従来通りのスチーム式カタパルトを搭載する。

## 艦歴

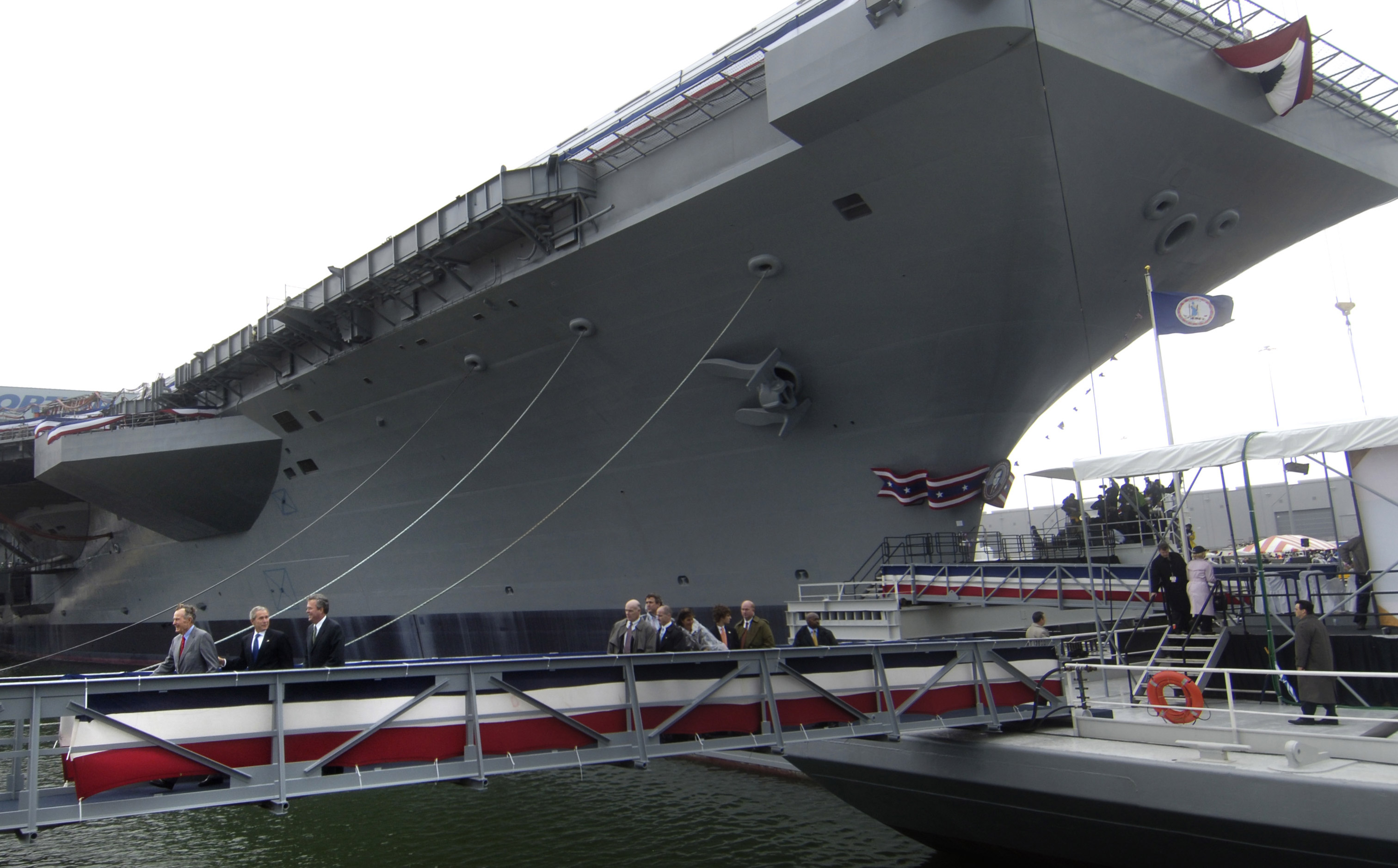
命名式のCVN-77 ジョージ・H・W・ブッシュ

建造は、ノースロップ・グラマン社のニューポート・ニューズ造船所で2001年に始まった。2002年12月に艦名は第41代大統領にちなんで命名されることが発表された。2006年10月7日に命名式が行われ、式典にはブッシュ元大統領本人が出席した。
2008年4月には整調巡航に出航した。2009年1月10日に、ノーフォーク海軍基地で就役。その式典にはブッシュ父子が出席し、初の存命中の人間による自身の名が名付けられた空母への乗船がなされた。
一部で、退役する「キティホーク」（USS Kitty Hawk, CVA-63）の後継として横須賀基地への配備案が報道されたが、「ジョージ・ワシントン」（USS George Washington, CVN-73）が配備された。
2011年5月11日に母港のノーフォークを出港し、初めての作戦航海を7ヶ月間、大西洋、地中海および中東地域を航行し、2011年12月10日に帰港した。
帰港後は出港してもX-47の試験運用などの短期航海が多かったが、2014年2月15日に母港ノーフォークを出港し、地中海および中東に向かった。3月クリミア危機に対応するためトルコへ、6月にはISIL対処のため中東へ移動、8月8日ISILへの空爆を開始した。11月2日、フランスのマルセイユへ休養のため寄港後、11月15日9ヶ月間の航海を終えノーフォークに帰港した。
2016年7月23日、2015年6月より実施していた定期修理を終え、試験航海の為ノーフォーク海軍基地を出港した。当初の計画では6ヶ月で修理を終えるはずであったが、予算不足からくる艦艇修理施設の人材や技量の不足等の理由により13ヶ月を要した。本来であればペルシャ湾で作戦中のドワイト・D・アイゼンハワーと交代する為2016年内には出港しなければならないが、準備訓練期間を短縮したとしても2017年初頭にずれ込む見通しである。
2017年1月21日、3度目の海外展開のため母港のノーフォーク海軍基地を出港した。任地は過去2度の航海と同じく第6艦隊担当海域の地中海、第5艦隊担当海域のインド洋とペルシャ湾である。
2017年6月12日 空母艦載機としては初の無人機となるMQ-25A空中給油機の搭載空母として、ジョージ・H・W・ブッシュとドワイト・Ｄ・アイゼンハワーの2隻を選定し、最初の空母としてブッシュに約30億円かけて運用に必要な無人機管制装置やデータリンク装置を搭載すると報じられた。2019年の時点では海軍での同機運用は2024年を予定している。
2019年2月21日 長期整備(Drydocking Planned Incremental Availability:DPIA)の為、ノーフォーク海軍造船所の乾ドックに入渠。今回の整備は28カ月を要する大規模なもので、DPIAとしては米海軍史上最長になる。元々同艦は就役以降一部の排水設備に問題を抱えており、今回はそれを解決するための作業も含まれる。
2019年9月、乗組員の兵士3人が一週間のうちに連続して自殺する事件が発生した。自殺した場所はバラバラで、いずれも基地の外であった。アメリカ海軍では、2016年以降自殺が急増しており、2006年に比べて2倍となっている。この3人の自殺も含めて、アメリカ国内では関心が集まっている。
2022年には、8月31日に飛行中にエンジンが炎上し機体が損傷したF/A-18Eを艦上で修理することとなった。地上から部品を取り寄せつつ33日かけて修理し、F/A-18Eは2023年1月9日に飛行可能な状態まで修復された。
2023年1月下旬、地中海展開中にイスラエル海軍と合同演習「ジュニパー・オーク」を実施した。

### 存命中の人名が命名された米軍艦船
長いアメリカ海軍の歴史の中では、たとえ海軍有力者、功労者であっても本人存命中は艦名として命名がなされることはほとんど無かったが、近年はその数も増えてきている。
- 「カール・ヴィンソン」（USS Carl Vinson, CVN-70）
- 「ロナルド・レーガン」（USS Ronald Reagan, CVN-76）
- 「ジョージ・H・W・ブッシュ」（USS George H. W. Bush, CVN-77）
- 「アーレイ・バーク」（USS Arleigh Burke, DDG-51）
- 「ニッツェ」（USS Nitze, DDG-94）
- 「ジミー・カーター」（USS Jimmy Carter, SSN-23）
- 「ハイマン・G・リッコーヴァー」（USS Hyman G. Rickover, SSN-709）
- 「ボブ・ホープ」（USNS Bob Hope, T-AKR-300）

1980年3月15日に進水したCVN-70にカール・ヴィンソン元下院議員・元下院海軍委員会委員長の名前をつけたケースでは、就役以前の1981年6月に高齢のため死亡していた。CVN-76にロナルド・レーガン元大統領の名前を付けたケースでは、アルツハイマー病のために進水式や就役式には出席できない状態であった。

## 第7空母航空団
第7空母航空団（英: Carrier Air Wing Seven、略称：CVW-7）は、ジョージ・H・W・ブッシュ（CVN-77）に搭載される航空団であり、2021年7月現在、下記の飛行隊で構成される。
| 飛行隊名                                        | 愛称                              | 使用機種        |
| ----------------------------------------------- | --------------------------------- | --------------- |
| 第86戦闘攻撃飛行隊（VFA-86）                    | サイドワインダーズ Sidewinders    | F/A-18E BlockII |
| 第103戦闘攻撃飛行隊（VFA-103）                  | ジョリー・ロジャース Jolly Rogers | F/A-18F BlockII |
| 第136戦闘攻撃飛行隊（VFA-136）                  | ナイトホークス Knighthawks        | F/A-18E BlockII |
| 第143戦闘攻撃飛行隊（VFA-143）                  | ピューキン・ドッグス Pukin' Dogs  | F/A-18E BlockII |
| 第140電子攻撃飛行隊（VAQ-140）                  | ペイトリオッツ Patriots           | EA-18G          |
| 第121艦隊空中早期警戒飛行隊（VAW-121）          | ブルーテイルズ Bluetails          | E-2D            |
| 第5ヘリコプター海上戦闘飛行隊（HSC-5）          | ナイトディッパーズ Nightdippers   | MH-60S          |
| 第46ヘリコプター海洋打撃飛行隊（HSM-46）        | グランドマスターズ Grandmasters   | MH-60R          |
| 第40艦隊兵站支援飛行隊第3分遣隊（VRC-40 Det.3） | ローハイズ Rawhides               | C-2A            |